# Лабораторний концентраційний стіл
Лабораторний концентраційний стіл — пристрій, що використовується для дослідження концентрації на столах.

Лабораторний стенд "Концентраційний стіл"

Дослідження збагачуваності на концентраційних столах застосовують для руд та розсипів крупністю до 4 мм. Більш високі технологічні показники можна отримати при збагаченні класифікованої руди. Концентраційні столи мають малу питому продуктивність та потребують великих площ для установлення, тому вони застосовуються, головним чином, в перечисних операціях.
Схема лабораторного концентраційного стола СКЛ-2 показана на рис. 1. Лабораторний концентраційний стіл СКЛ-2 призначений для збагачення матеріалів крупністю 0,04—1 мм.
Стіл має  дюралюмінієву деку 1 трапецієподібної форми з рифлями 2. Подача води регулюється кранами 8, 9. Дека спирається на роликові опори. Регулювання кута поперечного нахилу деки здійснюється креновим механізмом у діапазоні 0—10о. Регулювання частоти коливань (від 200 до 600 хв-1) і величини ходу деки  (від 2 до 12 мм) здійснюється регуляторами 5 і 6.
Продукти концентрації віддаляються зі столу у збірники 7, зважуються і аналізуються. 
За час перебування матеріалу на деці концентраційного столу відбувається розпушення шару, розшарування і транспортування частинок в подовжньому (вздовж рифлів) і поперечному (потоком води) напрямках відповідно з їх густиною і крупністю.
До головних технологічних і конструктивних параметрів, що впливають на ефективність процесу концентрації на столах, належать речовинний склад вихідного матеріалу і його підготовка до процесу, вміст твердого в живленні і витрати змивної води, частота коливань і хід деки, кут її нахилу і тип нарифлень.